# 玉繭物語
『玉繭物語』（たままゆものがたり）は、1998年12月3日に元気より発売されたPlayStation用ソフト。「森のしもべ」と呼ばれるモンスターを捕まえて、融合させて強くするというゲーム。
ベスト版は長かったロード時間が改善されている。
2001年には外伝『玉繭物語外伝RPG』が携帯電話向けに配信され、続編『玉繭物語2 〜滅びの蟲〜』がPlayStation 2用ソフトとして発売された。

## ストーリー
光と影のバランス崩壊で森と人間の共存関係が崩れてしまい、人々を襲うようになった森に生物たち。レバントの故郷サイラス村も滅びの虫「オニブブ」の襲撃を受けてしまう。

## 概要
繭使いとしての掟に縛られる「レバント」と、ナギ人としての使命を負う「マーブ」のふたりを中心にストーリーが展開していく。戦闘でレバントは繭使いとして、森のしもべと呼ばれる魔物を繭に封じ込める。そのしもべはマーブが聖魔へと浄化することによってレバントが戦闘中に聖魔を召喚できるようになる。収集した聖魔は、召喚して戦闘に参加させることで、成長して新たな特技を覚えていく。

## スタッフ
- ディレクター・脚本：田村学
- プロデューサー：清水謙二
- 音楽：松前公高
- コンセプトデザイン・原画：近藤勝也
- シナリオ原作：川邊一外
- ナレーション原作：三國連太郎

## キャラクター

### サイラス村の人々
レバント（変更可能）声：無し
「繭使い」の家系に生まれた物語の主人公の少年。笛の力で森のしもべを繭の中に封印し、聖魔として従えることができる繭使い。母と2人で暮らしている。繭使いの父は、幼い頃に森に入ったまま行方知れず。後に『白虎』の異名で呼ばれる。
マーブ声：高山みなみ
主人公の幼馴染みで許婚。ナギ人である彼女は、繭使いと共に生きることが定められている。ホタル繭の浄化や聖魔の合成をすることができる。
ガライ声：京田尚子
マーブの育ての親にして聖魔術師。幼いマーブを連れて、サイラスに流れてきたはぐれナギ人の老婆。
ルーイ声：田中真弓
サイラスの見張り小屋に、一人で住んでいる少年。両親は森の魔物に襲われ、彼が幼い頃死別している。
フィオ声：田畑ゆり
主人公の母。かつては聖魔術師として、繭の浄化や合成を行なっていた、しかし夫のリケツが失踪して以来その仕事をしなくなり、夫を信じて、その帰りを待っている。
ケルマリオ声：小野塚貴志
ルーイに兄貴として慕われている鍛冶屋の息子。親友である主人公に対して、敬意を表している。
ヤジャコ声：秋元羊介
ケルマリオの父親で村の鍛冶屋。
アダ声：定岡小百合
ケルマリオの母親で鍛冶屋のおかみさん。
グロッタ声：納谷悟朗
サイラス村の長。
ジバラ声：斉藤昌
祈祷師で、村の陰の実力者。
ポト声：北村弘一
墓守であり村の語り部。

### 特別な人、森の人々
ギ声：三國連太郎
ナギ族の伝説の予言者。人々を導き、繭使いを森の旅路へ誘う者。
コリス声：大塚明夫
「青の繭使い」と呼ばれる繭使い。主人公の父親の親友。リケツが失踪してからはサイラス村の繭使いとして、彼の代わりに役目を果たしていた。
密猟者声：星野充昭
森で出会う怪人物で、主人公たちと何度か交戦した。
キキナク声：納谷六朗
森に住む鳥人。元は聖霊と呼ばれる存在だったが、とある事の罰として今の姿にされた。後に主人公の親友になる。
ヤム声：黒田弥生
クモの森のやんちゃ坊主。父母の血を受け継ぎ、物欲の権化ともいえる人物である。
ヤミー声：黒田弥生
ヤム一家の末っ子。
カカヤム声：田畑ゆり
ヤムとヤミーのお母さん。元は美しい精霊だったが、物欲に走って今の姿になった。
トトヤム声：秋元羊介
蜘蛛の森にいるヤム一家の長。元々は知性の高い精霊だった。
リケッツ
レバントの父、本来サイラスの繭使いで『パレルの獅子』と呼ばれる。聖魔術により妻にかかる刻印に悩み、姿を消してしまう。

## 関連商品
- 玉繭物語 繭使い公式ガイド ISBN 4-7572-0295-4